# Шахрин, Владимир Владимирович

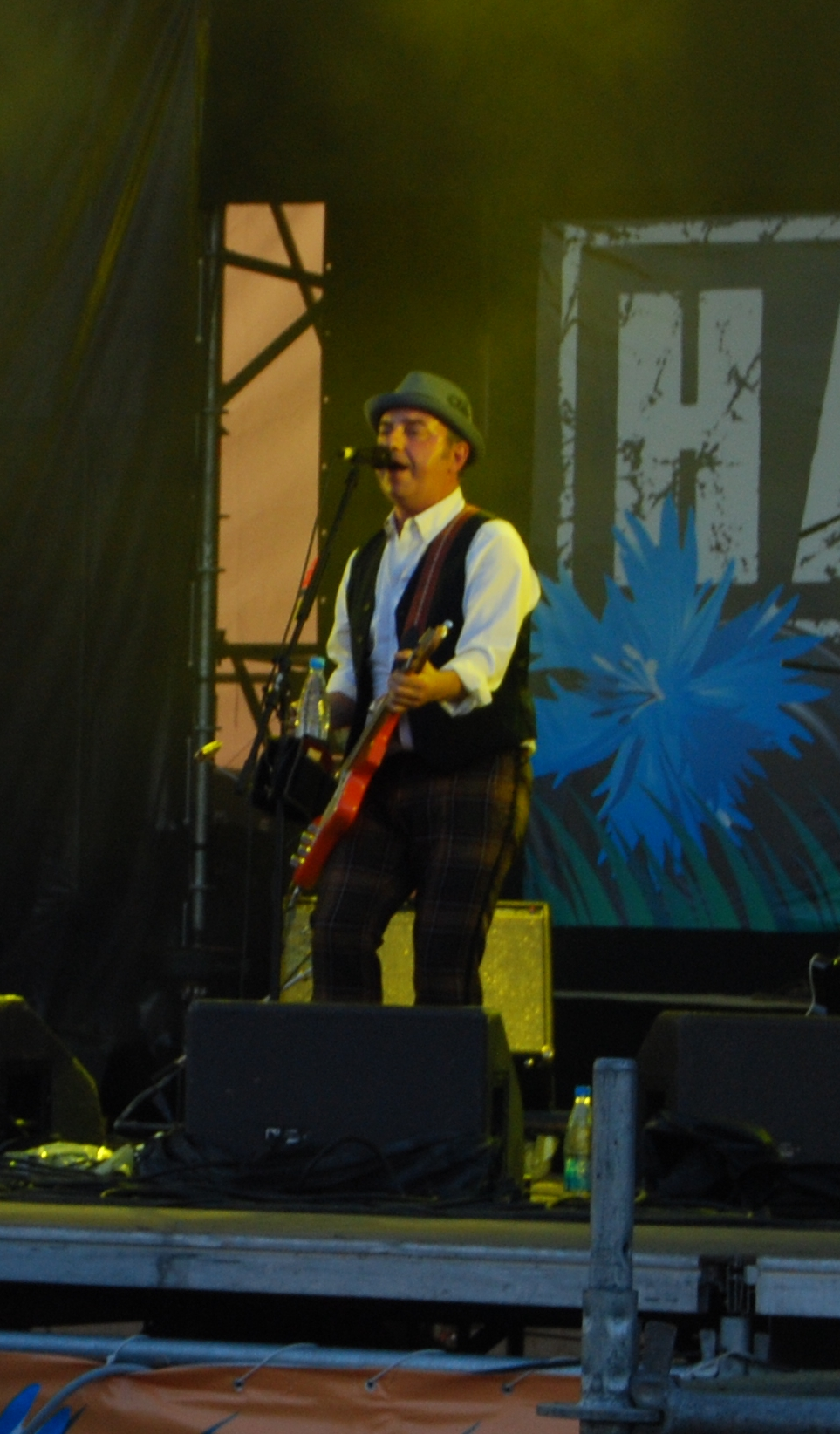
На фестивале Нашествие-2009

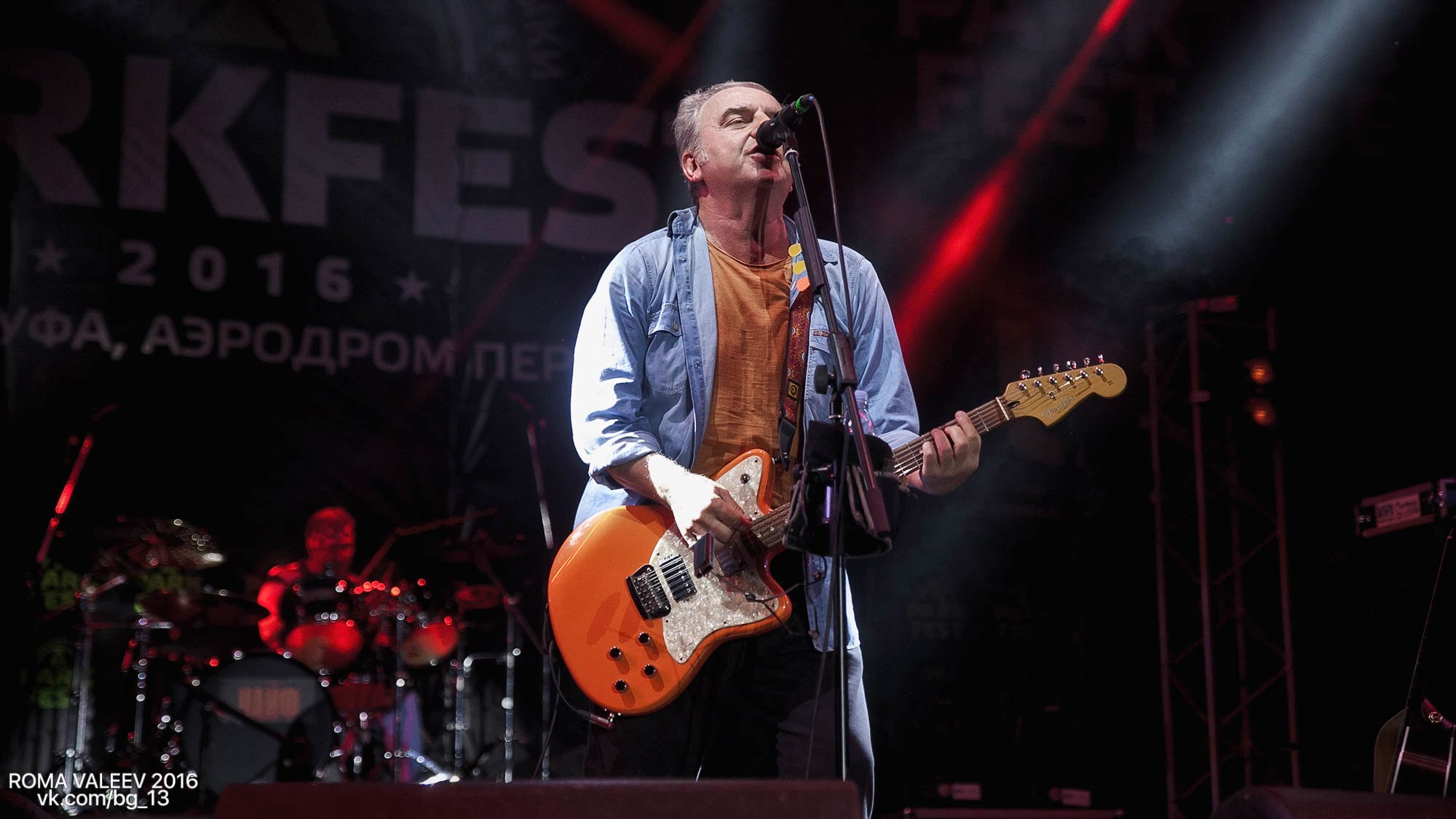
На фестивале «Parkfest» (2016)

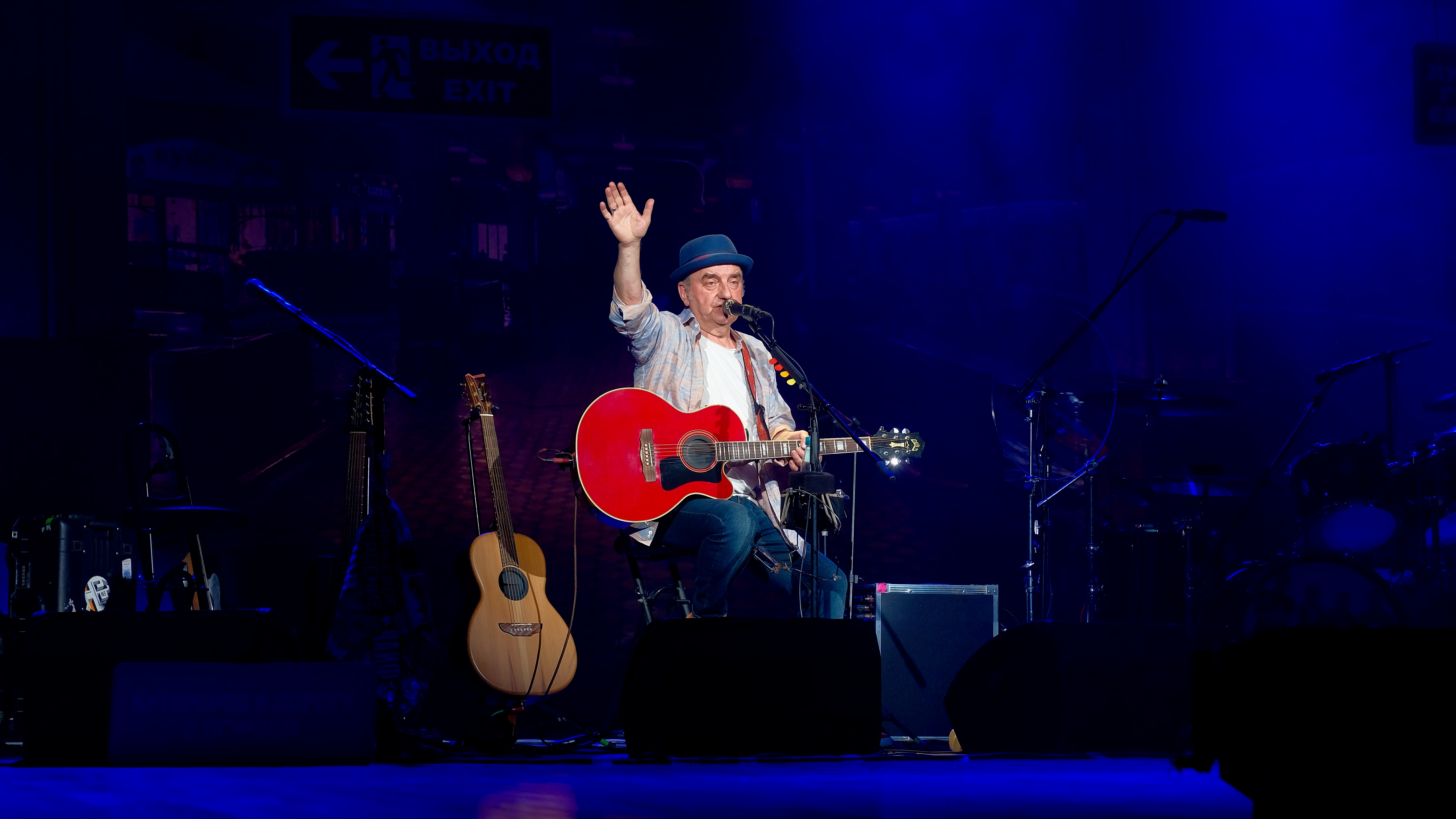
На концерте в Екатеринбурге (2023)

Влади́мир Влади́мирович Шахри́н (род. 22 июня 1959, Свердловск) — советский и российский рок-музыкант, певец, гитарист, автор песен. Основатель (совместно с Владимиром Бегуновым) и бессменный лидер группы «Чайф». Почётный гражданин Екатеринбурга (2018).

## Биография
Родился 22 июня 1959 года в семье преподавателей архитектурно-строительного техникума в Свердловске.
Играть на гитаре и петь начал в школьные годы. Отец подарил Владимиру катушечный магнитофон «Нота-М» с записями Rolling Stones и The Who. Когда сын вместе с одноклассниками создал группу, отец смастерил «комбик» — ящик из-под патефона с динамиком и шестью батарейками.
Датой зарождения команды, которой позже было суждено стать знаменитой уральской рок-группой «Чайф», Владимир Шахрин считает 1976 год. Тогда в 10-й класс школы № 36 города Свердловска, где учился Шахрин, пришёл новый ученик — Владимир Сергеевич Бегунов. Сначала друзья играли вместе в школьном вокально-инструментальном ансамбле «Эдельвейс», а учась в Свердловском строительном техникуме, и в студенческом, практически каждую неделю выступая на танцах. Учёба в техникуме была прервана призывом в армию.
В 1978—1980 годах вместе с Бегуновым служил в пограничных войсках КГБ СССР. Первоначально — на пограничной заставе на острове Большой Уссурийский Хабаровского края. После полугода службы его перевели в Хабаровск, в ансамбль песни и пляски Дальневосточного пограничного округа.
После окончания техникума, в 1981—1988 годах работал монтажником в СУ-20 Свердловского домостроительного комбината. Был избран депутатом [какого?] районного Совета народных депутатов.
В 1984 году при Дворце культуры имени Горького собрались Владимир Шахрин (гитара, губная гармошка, вокал), Вадим Кукушкин (панк-труба), Олег Решетников (перкуссия, барабаны), Владимир Бегунов (бас-гитара). Они и стали первым составом группы. «Тогда Вадик Кукушкин впервые произнес слово „чай-ф“, которое относилось к тому напитку, который мы заваривали в кофеварке „Бодрость“, засыпая туда чайную заварку. Это называлось собраться на „чай-ф“», — рассказывал Шахрин.
Первый концерт группы под вывеской «Чайф» состоялся 29 сентября 1985 года в ДК МЖК. Этот день музыканты считают днём рождения группы «Чайф». В том же году был записан дебютный двойной магнитоальбом «Жизнь в розовом дыму», а в начале следующего года — альбом «Субботним вечером в Свердловске».
В июне 1986 года «Чайф» выступил на первом фестивале Свердловского рок-клуба, после чего группу пригласили в Ленинград. В 1987 году выходят два новых альбома — «Дерьмонтин» и «Дуля с маком», позднее ставшие первыми официальными альбомами группы.
В 1990 году в Ленинграде на студии «Мелодия» был выпущен первый виниловый диск «Чайфа» «Не беда».
В середине 1990-х годов группа активно гастролировала, записывала новые альбомы — «Дети гор» (1993), «Пусть всё будет так, как ты захочешь» (1995), «Оранжевое настроение» (1994—1996), сняла несколько видеоклипов. «Чайф» — участник многих фестивалей и сборных концертов («Максидром», «Аврора», «Рок против террора»).
В августе 1997 года «Чайф» выступил с несколькими концертами в Лондоне: в концертном зале «Астория», акустический — в прямом эфире программы Севы Новгородцева «Севооборот» на BBC и в российском посольстве.
Своё пятнадцатилетие «Чайф» начал праздновать задолго до самой даты, и 19 февраля 2000 года с аншлагом прошло выступление группы в «Олимпийском».
В 2006 году вышла книга Владимира Шахрина «Открытые файлы».
В конце 2009 года записал роль лесного дрябы Шкрябы в радиоспектакле по сказке Александра Коротича «Жужа. Путешествие драндулёта».
Владимир Шахрин является соучредителем ООО «Оранж» (2006) и Фонда содействия благоустройству Екатеринбурга «Город может» (2018).

## Награды и звания
- Знак «За заслуги перед Свердловской областью» III степени, 6 декабря 2010 года[8]
- Почётный гражданин Екатеринбурга, 16 августа 2018 года[9].
- Почётный знак «За заслуги перед городом Екатеринбургом», 2007 год[10]
- Медаль «Труд. Честь. Слава», Куртамышский район Курганской области, 7 марта 2019 года[11], вручена 5 октября 2021 года[12].

Знак «За заслуги перед Свердловской областью» II степени, 6 декабря 2019 года
Знак «За заслуги перед Свердловской областью» I степени, 6 декабря 2024 года

## Дискография

### ЧайФ
- 1984 — Верх-Исетский пруд (не распространялся)
- 1985 — Жизнь в розовом дыму (2 части)
- 1986 — Субботним вечером в Свердловске
- 1987 — Дерьмонтин
- 1987 — Дуля с маком
- 1988 — Лучший город Европы
- 1989 — Не беда
- 1990 — Давай вернёмся
- 1991 — Четвёртый стул
- 1993 — Дети гор
- 1994 — Оранжевое настроение
- 1995 — Пусть всё будет так, как ты захочешь
- 1996 — Оранжевое настроение — II (2 части)
- 1996 — Реальный мир
- 1997 — Акустические версии
- 1999 — Шекогали
- 2000 — Чайф — 15 лет. Всё только начинается! (2 части)
- 2000 — Симпатии
- 2001 — Время не ждёт
- 2002 — Оранжевое настроение — IV
- 2003 — 48
- 2004 — Изумрудные хиты
- 2006 — От себя
- 2008 — Оранжевое настроение — V
- 2009 — Свой/Чужой
- 2009 — 25 лет выдержки
- 2013 — Кино, вино и домино
- 2017 — Теория струн
- 2019 — Слова на бумаге
- 2021 — Оранжевое настроение — III

## Фильмография
| Год  |   | Название               | Роль                       |
| ---- | - | ---------------------- | -------------------------- |
| 2003 | с | Порода                 | Имя персонажа не указано   |
| 2007 | с | Дело было в Гавриловке | музыкант группы «Чайф»     |
| 2007 | ф | День выборов           | музыкант-куплетист         |
| 2008 | ф | День радио             | музыкант группы «Чайф»     |
| 2009 | с | Братаны                | Имя персонажа не указано   |
| 2014 | ф | Байки земли уральской  | актёр, сценарист, режиссёр |
| 2020 | ф | Война семей            | музыкант группы «Чайф»     |

## Книги
- Шахрин В. В. Открытые файлы. — Екатеринбург: У-Фактория, 2006. — 352 с. — ISBN 5-9709-0220-9.
- Шахрин В. В. Дневник-путеводитель «Екатеринбург в оранжевом настроении».

## Старый Новый Рок
Каждый год на фестивале «Старый новый рок» Владимир Шахрин в роли Деда Мороза был ведущим фестиваля. Помогал ему в этом
Владимир Бегунов в роли Зайца.

## Семья
Родоначальником семьи был Дмитрий Шахрин (род. ок. 1830, Макарьевский уезд, Костромская губерния). Его сын Иван Дмитриевич (род. ок. 1852) во второй половине 1860-х годов переселился в город Челябинск Оренбургской губернии, стал «временный 2-й гильдии купец города Челябинска»; около 1875 года переселился в слободу Куртамышскую Челябинского уезда. У него сын Николай (род. 1874), прадед Владимира Владимировича Шахрина. Он построил в Куртамыше двухэтажный полукаменный дом, в котором ныне находится краеведческий музей имени Н. Д. Томина.
- Дед по отцу — Фёдор Николаевич Шахрин — ветеран Второй мировой войны. Служил водителем, в 1942 году попал в плен в Белорусской ССР, в 1945 году его освободили американцы. Когда поезд шёл обратно в СССР по территории Польши, он вызвался ремонтировать немецкую трофейную технику. И в 1947 году вернулся домой с нормальными воинскими документами, а остальные его попутчики попали в лагеря в Сибири[15]. После войны работал водителем скорой помощи на автомобиле Москвич-401 1954 года выпуска. Впоследствии дед купил его себе, позднее автомобиль достался сначала сыну, а потом и внуку[16].
  - Отец — Владимир Фёдорович Шахрин (10.03.1935—27.11.2008)[2] — работал преподавателем вычислительной техники в архитектурно-строительном техникуме, ходил с учениками в походы, ездил вожатым в детские лагеря[16][17].
- Дед по матери — Евгений Васильевич Сулин, тоже ветеран Второй мировой войны, уроженец Орла. На фронт попал в 1943 году, служил артиллеристом. В 1944 году гвардии старший техник-лейтенант Сулин был награждён орденом Красной Звезды за бесперебойный подвоз боеприпасов во время боёв[18]. Участвовал в Советско-японской войне. Привёз с войны буддистскую статуэтку, которую ему подарил монах, в благодарность за хлеб, тушёнку и воду[15][19]. В 1985 году награждён орденом Отечественной войны II степени[20].
  - Мать — Майя Евгеньевна Шахрина (в девичестве — Сулина) — преподавательница промышленного черчения в архитектурно-строительном техникуме (умерла в 2012 году)[16][17][21].
    - Сестра — Анна Владимировна Шахрина[17].

- Жена — Елена Николаевна Шахрина (род. город Курган[22]) — домохозяйка, по образованию архитектор, познакомились в 1976 году, во время учёбы в техникуме, учились в параллельных группах, свадьбу сыграли после того, как Владимир пришёл из армии.
  - Старшая дочь — Юлия Владимировна (род. 1982) — замужем, зять Егор Майбродский
    - Внучка — Алиса Егоровна Майбродская (род. сентябрь 2009)
    - Внук — Максим Егорович Майбродский (род. июль 2014)

  - Младшая дочь — Дарья Владимировна (род. 1984) — замужем.
    - внучка — Виктория Станиславовна Романова (род. март 2009)[23][24][25][25][19][1]

## Общественная позиция
С 2014 года помогает беженцам Донбасса. Поддержал вторжение России на Украину. В составе группы оказывал помощь военным, выступал в госпиталях . Позднее Шахрин был внесён ФБК в список коррупционеров и разжигателей войны за публичную поддержку агрессии России против Украины.